# Adolfo Sánchez (luchador)

Adolfo Sánchez es un fisicoculturista y luchador profesional argentino, personificó a Julio César que acompañado de la hermosa Cleopatra hacia su entrada en Titanes en el Ring.

## Biografía
Sánchez nació en Argentina, interpretó a Julio César en la temporada 1982 de Titanes en el Ring que se emitía los viernes a la noche por Canal 11 En 1997 volvió junto con los miembros originales de Titanes  por Canal 9.
En 2001 personificó a Mahoney en la última emisión de Titanes en el Ring, que se había emitido por América TV.